# Head (Unix)

head — утилита в UNIX и UNIX-подобных системах, выводящая первые n строк из файла, по умолчанию n равно 10:
```
head
 
/var/log/messages

```

Изменить количество выводимых строк можно, указав ключ -n <количество строк>:
```
head
 
-n
 
20
 
/var/log/messages

```

Внимание! Устаревший синтаксис! В большинстве версий head еще поддерживается старый синтаксис -<количество строк>:
```
head
 
-20
 
/var/log/messages

```

Зачастую используется в качестве элемента конвейера обработки текста различными утилитами, чтобы ограничить вывод информации:
```
df
 
|
 
head
 
-n
 
2
 
|
 
tail
 
-n
 
1
 
|
 
column
 
-t
 
|
 
cut
 
-d
" "
 
-f1

```

## Реализации
Команда head также является частью инструментов ASCII MSX-DOS2 для MSX-DOS версии 2. Команда head также была перенесена в операционную систему IBM.